# استان شرقی، اوگاندا
منطقه شرقی (به لاتین: Eastern Region) یک منطقه در اوگاندا است.

## خصوصیات
منطقه شرقی ۳۹٬۴۷۸٫۸ کیلومترمربع مساحت و ۶٬۲۰۴٬۹۱۵ نفر جمعیت دارد و ۱٬۱۴۳ متر بالاتر از سطح دریا واقع شده‌است.